# Andrew Fuller
Andrew Fuller (aportuguesado André Fuler; 6 de fevereiro 1754, Wicken, perto de Ely, Cambridgeshire − 7 de maio 1815, Kettering, Northamptonshire) foi um ministro e teólogo batista reformado e promotor do trabalho missionário inglês.

## Biografia
Ele se tornou pastor da Igreja Batista na cidade de Soham, do Condado de Cambridgeshire, em 1775, e se transferiu para Kettering, em Northamptonshire, em 1782. Foi um dos fundadores da "Sociedade Missionária Batista", e trabalhou como secretário desde a criação da sociedade em 2 de outubro de 1792 até a sua morte, em 7 de maio de 1815.
Fuller algumas vezes costumava ser controversista em relação à teoria do juízo final, quando comparado ao hiper-calvinismo de um lado e o Socinianismo e a Sandemania de outro. Abraham Booth(1734-1806) o acusou de abandonar o verdadeiro Calvinismo. Fuller também discutiu teologia com o batista geral Dan Taylor(1738-1816), com resultados favoráveis para os dois lados.
Fuller contribuiu escrevendo panfletos, sermões e ensaios. Foi colaborador de Charles Edward de Coetlogon em sua obra "Miscelânea Teológica" e em diversos periódicos tais como "Evangelical Magazine", "Missionary Magazine", "Quarterly Magazine", "Protestant Dissenter's Magazine", e com a "Biblical Magazine. John Ryland, em sua obra "Vida de Fuller", enumera 167 artigos criados por ele. Edições com as Obras Completas apareceram nos anos 1838, 1840, 1845, 1852 e 1853. Joseph Belcher publicou uma edição com três volumes para a Sociedade Batista de Publicações da Filadélfia, e suas principais obras foram editadas junto com um memorial pelo seu filho através da Bohn's Standard Library, 1852.

## Obras
- The Gospel Worthy of all Acceptation
- The Nature and Importance of Walking by Faith
- Expository Discourses on the Book of Genesis, 1806, 2 vols.
- On the revelation, 1815
- The Gospel worthy of all acceptation, or the Obligations of Men fully to credit and cordially to approve whatever God makes known.
- The Calvinistic and Socinian Systems examined and compared as to their Moral Tendency, 1794, 1796, 1802.
- The Gospel its own Witness, or the Holy Nature and Divine Harmony of the Christian Religion contrasted with the Immorality and Absurdity of Deism, 1799–1800.
- An Apology for the late Christian Missions to India.
- Memórias do Rev. Samuel Pearce[5](1766-1789), A.M., de Birmingham, 1800.
- Expository Discourses on the Apocalypse, 1815.
- Sermons on Various Subjects, 1814.
- The Backslider, 1801, 1840, 1847.